# Jeanette Chéro
Jeanette Chéro (* 4. April 1927 als Christiane Roscher in Dresden; † 22. Januar 2023 in Köln) war eine deutsche Künstlerin und Vertreterin des literarischen Chansons in Deutschland.

## Leben
Chéro wurde 1927 Dresden geboren. Sie wuchs mit klassischer Musik auf und komponierte bereits im Alter von neun Jahren. Ihre Liederzyklen wurden unter ihrem Mädchennamen von bekannten Interpreten gesungen (u. a. Kammersänger Kurt Böhme, Kammersänger Gottlob Frick, Professor Walter Hauck, Theo Adam, Werner Faulhaber). In ihrer Heimatstadt Dresden musizierte sie in zahlreichen Konzerten und Live-Sendungen im Radio gemeinsam mit der Geigerin Anneliese Möhner. Chéro studierte Klavier, Komposition und Gesang in Dresden und nahm später Schauspiel- und Ballettunterricht in Berlin. Sie heiratete 1957 den Generalmusikdirektor Walter Schartner.
In Berlin war sie einige Jahre am Berliner Rundfunk tätig, für den sie viele Chorbearbeitungen schrieb. An verschiedenen Radiosendern trat sie als Pianistin und Begleiterin ihrer eigenen Liederzyklen auf, bis sie ihre Liebe zum Song und später zum literarischen Chanson entdeckte. Ab da komponierte und textete sie in beiden Sparten ihre eigenen Nummern unter ihrem Künstlernamen. Ihre literarischen Chansons trug sie in abendfüllenden Konzerten selbst am Flügel vor. Sie schrieb zahlreiche Auftragskompositionen für den WDR und deutsche Nachdichtungen englischer, französischer und italienischer Titel für die Edition Akkord. Ihre klassischen Liederzyklen gelangten in Orchesterfassung mehrfach in Kemerowo (Russland) zur Aufführung.
Abendfüllende Konzerte mit ausschließlich eigenen Werken fanden u. a. statt in den Festwochen in Bad Kreuznach, im Bürgerhaus Bergischer Löwe in Bergisch Gladbach (1981, 1988, 2000 mit Jakob Poiesz), in der Brühler Galerie am Schloß (1982), im Hamburger Podium (1982, en suite), im Kölner Senftöpfchen (Juni 1982, en suite), im Schloss Eulenbroich in Rösrath (1984, 1995), bei den Oberstdorfer Kulturtagen (1989, 1990), bei den internationalen Weilburger Schlosskonzerten (1994), in Koblenz und in St. Wendel (Saarland), außerdem Soloauftritte mit eigenen Chansons u. a. in Berlin, Stuttgart, Hamburg, Hilden und Bad Kreuznach. Dazu kamen Fernsehauftritte mit eigenen Werken, etwa bei Peter Hortons Café in Takt und in der Sendung Auf dem Kriegspfad – Sinn und Unsinn der Atomrüstung, einer Produktionen des WDR. In mehreren Folgen der Serie Historisches Kabarett 1919–1945 (ebenfalls eine WDR-Produktion) war sie u. a. mit Interpretationen von Chansons von Walter Mehring zu sehen und zu hören.
An der Rheinischen Musikschule (Konservatorium der Stadt Köln) war sie als Klavierdozentin und langjährige Leiterin einer Chansonklasse tätig. Zu ihren Schülern gehörten u. a. der Dirigent und Komponist Johannes Kalitzke und die Pianisten der Bläck Fööss Rolf Lammers (später L.S.E.) und Dieter „Joko“ Jaenisch. Sie starb 2023 in Köln.

## Diskografie
- Jeanette Chéro: Deutsche Chansons, Ekke-Musik, 1981
- Music Is All For Me – Béla Mavrák singt Songs von Jeanette Chéro, Musikverlag Termidor, 2015

## Bibliografie
- Christiane Schartner: Erinnerungen einer Dresdner Musikerin. Thelem Universitätsverlag, Dresden 2025, ISBN 978-3-95908-644-8.
- Jeanette Chéro: Bitteres in Bonbonpapier. Literarische Chansons. Haag + Herchen, Frankfurt am Main 1993, ISBN 3-89228-970-0
- Christiane Roscher-Schartner: Nicht nur Liebesbekenntnisse. Lyrisches Mosaik. Haag + Herchen, Frankfurt am Main 1993, ISBN 3-89228-969-7
- Christiane Roscher-Schartner: Bunte Kinderwelt. 12 kleine Stücke für Klavier. Edition Peters (Nr. 8763), Frankfurt am Main 1993